# Třída Joessel
Třída Joessel byla třída ponorek francouzského námořnictva. Celkem byly postaveny dvě jednotky této třídy. Francouzské námořnictvo je provozovalo v letech 1920–1935. Stavba šesti ponorek druhé série byla zrušena.

## Pozadí vzniku
Celkem byly postaveny dvě jednotky této třídy. Objednány byly v rámci programu pro rok 1914. Konstrukce M. Simonota. Původně je měly pohánět dvě parní turbíny o výkonu 4000 hp, díky čemuž by dosahovaly rychlosti na hladině až 20 uzlů. Turbíny však byly nakonec použity pro avíza třídy Ailette a ponorky třídy Joessel byly vybaveny diesely. Stavbu zajistila francouzská loděnice Arsenal de Cherbourg v Cherbourgu. Kýly ponorek byly založeny v listopadu 1913. Do služby byly přijaty roku 1920.
V rámci programu pro rok 1915 bylo plánováno dalších šest ponorek druhé série této třídy. Dostat měly trupová čísla Q115–Q120. Vždy po dvou kusech měly postavit loděnice Arsenal de Cherbourg, Arsenal de Toulon v Toulonu a Arsenal de Rochefort v Rochefortu. Jejich kýly měly být založeny 1. května 1915, ale po vypuknutí světové války byla jejich stavba zrušena.
Jednotky třídy Joessel:
| Jméno          | Založení kýlu | Spuštěn           | Vstup do služby | Osud           |
| -------------- | ------------- | ----------------- | --------------- | -------------- |
| Joessel (Q109) | 1913          | 21. července 1919 | únor 1920       | Vyřazena 1935. |
| Fulton (Q110)  | 1913          | 1. dubna 1919     | červenec 1920   | Vyřazena 1935. |

## Konstrukce

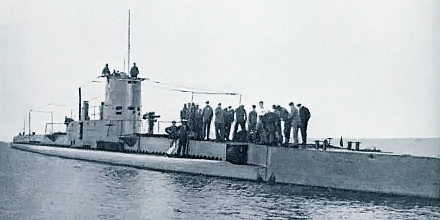
Fulton

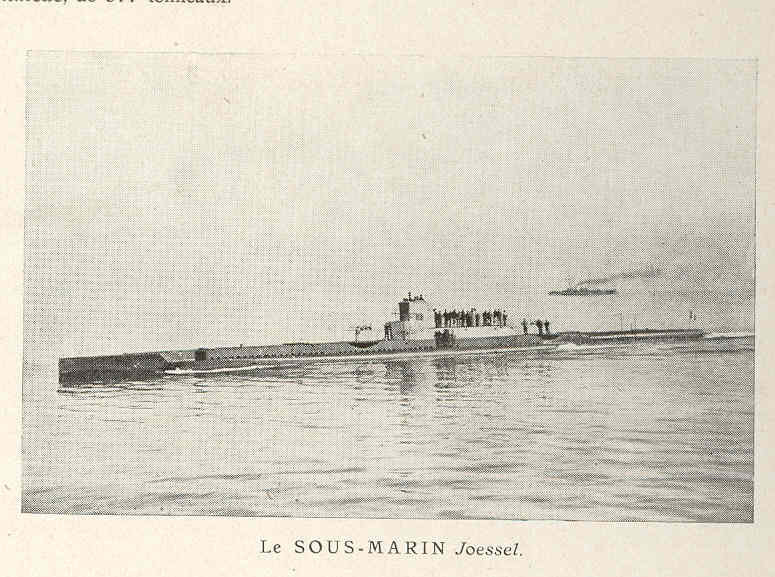
Joessel

Výzbroj představovaly dva 75mm/35 kanóny M1897 a osm 450mm torpédometů se zásobou deseti torpéd. Pohonný systém tvořily dva vznětové osmiválce Schneider-Carels o výkonu 2700 hp pro plavbu na hladině a dva elektromotory o výkonu 1640 hp pro plavbu pod hladinou. Lodní šrouby byly dva. Nejvyšší rychlost dosahovala 16,5 uzlu na hladině a jedenáct uzlů pod hladinou. Dosah byl 4300 námořních mil při rychlosti 10 uzlů na hladině a 125 námořních mil při rychlosti pět uzlů pod hladinou.

### Modifikace
Ve dvacátých letech byla přestavěna velitelská věž obou ponorek.